# Minaret Džám
Minaret Džám (persky منار جام‎, Minár-e Džám) postavený ve 12. století, je 65 metrů vysoký minaret postavený z pálených cihel. Je druhým nejvyšším cihlovým minaretem na světě po indickém Kutub Minár. 
Stojí v údolí řeky Hari Rud v Afghánistánu, persky: هری‌رود Harī Rūd, angl: Tejen, Tedzhen, někdy také Rudkhaneh-ye Hari Rud  (v Turkmenistánu se řeka jmenuje Tedžen). Minaret je 65 metrů vysoký a obklopují jej hory dosahující výšky až 2 400 m. Celý je postaven z pálených cihel.

## Historie

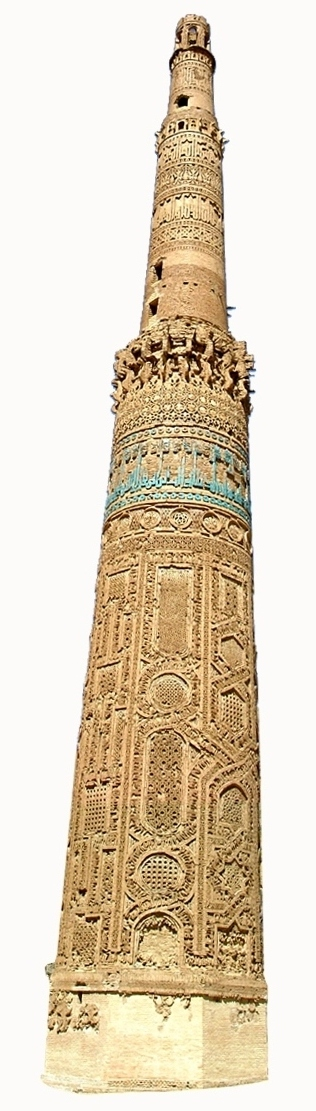

Minaret byl postaven pravděpodobně ve 12. století, avšak později byl na dlouhá staletí zapomenut a až v roce 1886 jej znovuobjevil Sir Thomas Holdich. Od roku 2002 je minaret spolu s archeologickými památkami Džámu zapsán na Seznamu světového dědictví UNESCO. Stal se tak první afghánskou památkou, zapsanou na tomto seznamu. Současně je minaret s ohledem na bezpečnostní situaci v Afghánistánu zařazen mezi ohrožené památky Světového dědictví.